# James Grogan
James David "Jim" Grogan, född 7 december 1931 i Tacoma, Washington, död 3 juli 2000 i San Bernardino, Kalifornien, var en amerikansk konståkare.
Grogan blev olympisk bronsmedaljör i konståkning vid vinterspelen 1952 i Oslo.